# Kleinkirchenbirkig
Kleinkirchenbirkig ist ein Gemeindeteil der Stadt Pottenstein im Landkreis Bayreuth (Oberfranken, Bayern). Kleinkirchenbirkig liegt in der Gemarkung Kirchenbirkig.

## Lage
Das Dorf liegt in der Fränkischen Schweiz von Wald umgeben, knapp 4 km südlich von Pottenstein. Es ist mit dem benachbarten Kühlenfels baulich verbunden.

## Geschichte
Kleinkirchenbirkig ist der jüngste Ort der Gemeinde. Er entstand auf einem von der früheren Gemeinde Kirchenbirkig ausgewiesenen Baugebiet, das Kleinkirchenbirkig genannt wurde. 1981 wurde der bis dahin unbenannte Gemeindeteil auf Wunsch der Bürger zu einem selbständigen Ort mit diesem Namen aufgestuft.